# لوران پورشیه
لوران پورشیه (انگلیسی: Laurent Porchier؛ زادهٔ ۲۷ ژوئن ۱۹۶۸) قایقران روئینگ اهل فرانسه است.